# Maurizio Felugo
Maurizio Felugo (Rapallo, 4 marzo 1981) è un ex pallanuotista e dirigente sportivo italiano, di ruolo centrovasca, oro mondiale e argento olimpico con la calottina della nazionale italiana. 
Dal 2024 è amministratore unico della Pro Recco.

## Biografia
È nato a Rapallo il 4 marzo 1981, è cresciuto a Chiavari e ha frequentato il liceo scientifico.
Il 9 settembre 2012 ha sposato Sara, figlia di Gualtiero Servente, ex designatore degli arbitri di Chiavari nella Chiesa di San Pietro di Rovereto a Zoagli. Per l'occasione gli sposi hanno raccolto fondi da devolvere, tramite la loro associazione Tene Ti Ala, per la costruzione di un ospedale pediatrico. Oltre che di pallanuoto è un grande appassionato di calcio, dividendo il proprio tifo tra Juventus e Virtus Entella.

## Carriera

### Club
Ha iniziato a giocare a pallanuoto nel 1988 all'età di 7 anni nella Chiavari Nuoto sotto la guida di Gianni Vassallo e, passato in prima squadra, nel 1998 viene ceduto alla Rari Nantes Savona in Serie A accettando la proposta di Claudio Mistrangelo. Nel 2001, durante la permanenza a Savona, Felugo riceve la prima convocazione nella nazionale maggiore. Dopo cinque stagioni passa al Posillipo di Napoli. Qui nel suo primo anno di permanenza conquista il suo primo titolo italiano, vincendo lo scudetto. L'anno successivo, sempre con il Posillipo, vince l'Eurolega alla sua prima esperienza internazionale. Nel 2006 vince il suo secondo trofeo internazionale: la Supercoppa Europea, inoltre per due volte è vicecampione d'Italia.
Nel 2006 passa dal Posillipo alla Pro Recco diventandone la bandiera; in 8 anni a Recco ha vinto nove campionati, otto Coppe Italia, cinque Coppe dei Campioni, tre Supercoppe e una Lega Adriatica, oltre ad arrivare per due volte all'atto finale di Eurolega e ad una finale di Coppa Italia.

### Nazionale
Con la Nazionale italiana ha partecipato a 6 campionati del mondo, 3 olimpiadi e 5 europei. Ha vinto un argento agli Europei di Budapest 2001 e un altro argento ai Mondiali di Barcellona 2003. Ha ottenuto anche un secondo posto agli Europei di Zagabria 2010.
Maurizio Felugo ha messo a segno il gol del decisivo 8-7 nella finale dei Mondiali di Shanghai 2011 che ha valso l'oro alla nazionale italiana contro la Serbia.
Alle Olimpiadi di Londra 2012 ha segnato 12 reti, chiudendo il torneo da capocannoniere dell'Italia. Nella finale persa contro la Croazia Felugo ha realizzato 3 reti.

### Dopo il ritiro
Ritiratosi alla fine della stagione 2014-15, va subito ad occupare il ruolo di direttore generale della Pro Recco. Il 5 febbraio 2016 viene nominato presidente insieme al nuovo consiglio direttivo, composto dalle new entry Antonio Gozzi (presidente dell'Entella Calcio e chiavarese come lui), Matteo Campodonico (Ceo della chiavarese WyScout), Alessandro Martini (presidente del Rapallo Nuoto) e Giuseppe Pontremoli (nuovo vicepresidente dello Spezia Calcio) e dalle conferme di Eraldo Pizzo (vicepresidente), Vittorio e Giovanni Bisso, Giovanni Carbone (vicepresidente) e Giovanni Rainero. Nel frattempo Felugo diventa il referente dell'area sportiva (pallanuoto e calcio) della Stichting Social Sport, holding olandese del patron Gabriele Volpi, entrando anche del CdA dello Spezia Calcio; risulta essere peraltro liquidatore della San Rocco Immobiliare che si sta occupando del recupero dell'area dell'ex Iml e della piscina a Recco. Il 23 novembre 2017 viene eletto consigliere indipendente della Lega B di calcio con Antonio Gozzi vicepresidente unico.. Dal luglio 2020 ricopre la carica di presidente dell'Arzachena, altra squadra di Volpi militante in Serie D, e dall’8 gennaio 2021 figura di nuovo nel CdA dello Spezia, nel frattempo promosso in Serie A, con le più ampie deleghe in relazione all’area tecnico-sportiva e avrà perciò la responsabilità ultima della pianificazione della compravendita dei calciatori e del consolidamento delle strategie societarie. Il mese seguente Volpi vende lo Spezia all’americano Platek e Felugo rimane fuori dal nuovo CdA. Il 10 giugno del 2023 annuncia che il Gruppo Volpi lascia la gestione  dell'Arzachena. Il 17 luglio 2024, dopo il disimpegno dalla gestione di Gabriele Volpi dalla gestione, annuncia che la Pro Recco non si iscriverà alla Champions League.. Nel settembre dello stesso anno con la gestione della famiglia Behring è nominato amministratore unico della Pro Recco.

#### Controversie
A inizio 2019 viene aperta un'inchiesta per fare luce sul tesseramento fittizio di giovani calciatori extracomunitari: gli indagati avrebbero selezionato diversi giocatori nigeriani alla scuola calcio di Abuja 
ottenendo dall'ambasciata il permesso a prendere parte a tornei in Italia, ma prima della scadenza del visto come "minori non accompagnati" sarebbero stati affidati a tutori vicino allo Spezia Calcio e "parcheggiati" presso società dilettantistiche - come il Valdivara 5 Terre di Giovanni Plotegher (genero dell’ex senatore Luigi Grillo) - fino al compimento dei 18 anni per essere tesserati infine dalla squadra spezzina. La Procura di La Spezia chiederà l'archiviazione, tra gli altri, anche per Volpi e Felugo mentre con la FIGC si arriverà al patteggiamento di un'ammenda da 60.000 euro.

## Palmarès

### Club

#### Trofei nazionali
- Campionato italiano: 10

Posillipo: 2003-2004
Pro Recco: 2006-07, 2007-08, 2008-09, 2009-10, 2010-11, 2011-12, 2012-13, 2013-14, 2014-15
- Coppe Italia: 8

Pro Recco: 2006-07, 2007-08, 2008-09, 2009-10, 2010-11, 2012-13, 2013-14, 2014-15

#### Trofei internazionali
- Coppa dei Campioni/Eurolega: 6

Posillipo: 2004-05
Pro Recco: 2006-07, 2007-08, 2009-10, 2011-12, 2014-15
- Supercoppa LEN: 4

Posillipo: 2005
Pro Recco: 2007, 2008, 2010
- Lega Adriatica: 1

Pro Recco: 2011-2012